# Burrigplatz
Buurgplaatz (també anomenat Buergplaatz, Burrigplatz, Burgplatz, Buergplaz zu Huldang) és un turó que es troba a la localitat de Huldange, comuna de Troisvierges, al nord de Luxemburg. El turó de 559 m.s.n.m es troba a la regió de Oesling, a les coordenades: 50° 09′ 41″ N, 6° 01′ 41″ E / 50.1615°N,6.0281°E.
El relleu del turó és tan poc accidentat que és la plaça major del poble on es troba.

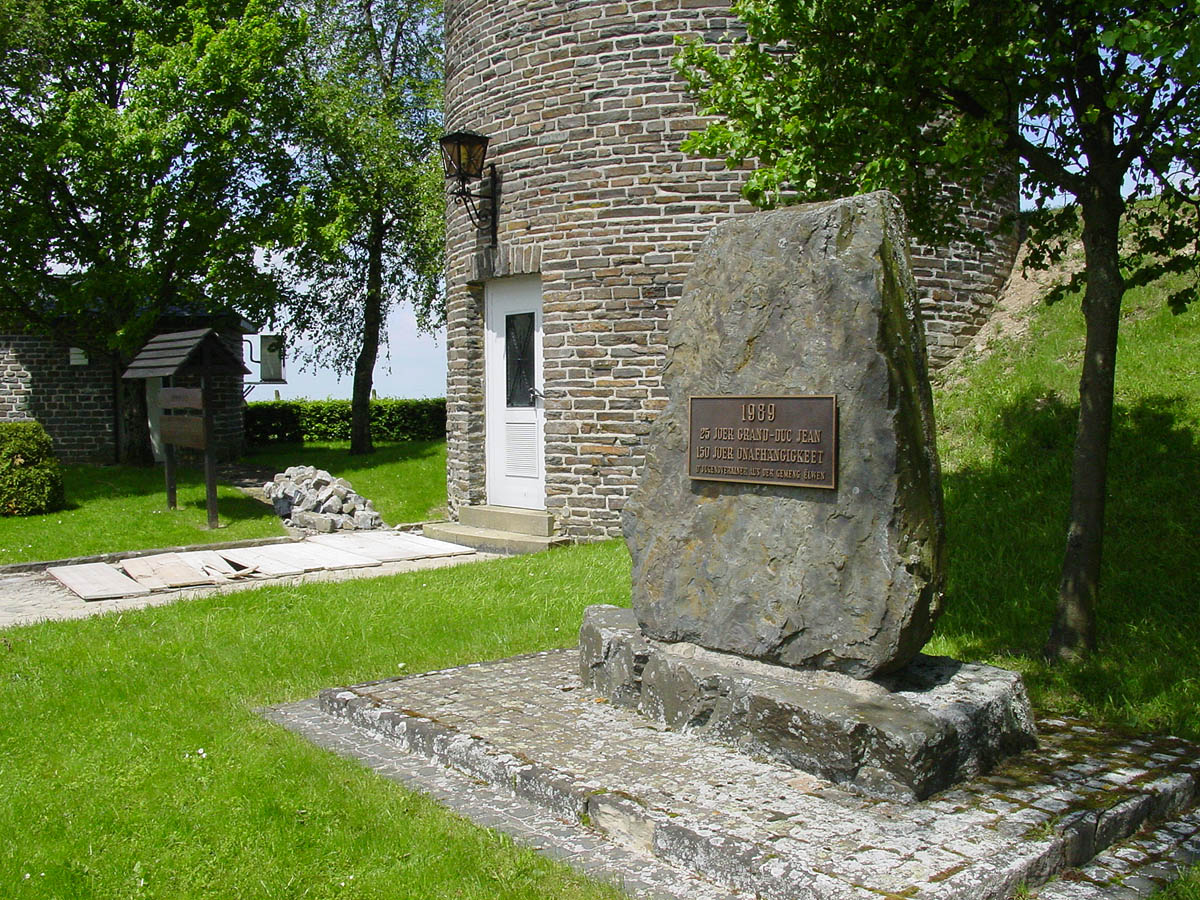
Base de la torre amb la placa commemorativa

És sovint considerat com el punt més alt de Luxemburg i, tot i que no ho és, s'hi troba una placa que indica que és el sostre de Luxemburg. El sostre real de Luxemburg es troba al Kneiff, de 560 m.s.n.m